# Amilcare De Ambris
Amilcare De Ambris (Licciana Nardi, 4 novembre 1884 – Roma, 24 dicembre 1951) è stato un sindacalista e politico italiano, vicino al fascismo della prima ora, se ne distacca inizialmente per poi riaderirvi attivamente negli anni di regime, attratto dalla politica sociale del regime stesso.

## Biografia
La sorte dei fratelli De Ambris ricorda con perfetta coincidenza la vita dei fratelli Guido Picelli e Vittorio Picelli: dopo essere stati anti-fascisti entrambi, quest'ultimo finisce con l'aderire al fascismo. Come Vittorio Picelli, anche Amilcare De Ambris individuò in seguito nel fascismo la sintesi fra socialismo e nazionalismo; quella battaglia per quell'idea che già Amilcare iniziò col fratello Alceste nei primi anni del novecento nelle file del sindacalismo nazionale rivoluzionario.
Amilcare De Ambris, fratello di dieci anni più giovane di Alceste de Ambris, fu un suo vero seguace ideologico, dato che quando Alceste sfugge all'ennesima cattura e si rifugia a Lugano, rimarrà a Parma incaricato di ricostruire le leghe contadine. Amilcare partecipa in rappresentanza del fratello Alceste, esule in Francia al Congresso Costitutivo dell'Unione Sindacale Italiana (U.S.I.) a Modena il 23-24-25 novembre 1912.
Amilcare De Ambris è il rappresentante della Camera del Lavoro di Mirandola: insieme ai suoi partidari sosteneva la necessità della creazione di un nuovo organismo nazionale che rappresentasse tutte le organizzazioni operaie di tendenza sindacalista rivoluzionaria. Anche Amilcare De Ambris, scrisse sul giornale L'Internazionale, organo della Camera del Lavoro "sindacalista rivoluzionaria" di Parma, poi pubblicato anche a Milano e Bologna; giornale cui collaborò anche il fratello Alceste, e il futuro esponente fascista Michele Bianchi.
Come il fratello, si avvicinò al fascismo sansepolcrista della prima ora, da cui se ne distaccò, poco dopo. Partecipò con il fratello, alla formazione "Arditi del Popolo" un'organizzazione antifascista nata nell'estate del 1921 da una scissione della sezione romana degli Arditi d'Italia, per iniziativa di un gruppo di iscritti anarchici, con l'obiettivo di opporsi alla violenza delle Camicie Nere. Negli anni di regime comunque, mentre suo fratello Alceste ormai fortemente votato all'antifascismo si ripara in Francia dopo aver rifiutato di collaborare al governo fascista; Amilcare invece sempre più vicino alla pratica mussoliniana, aderisce definitivamente al fascismo, collaborando attivamente alla politica economico-sociale e sindacale del regime, come segretario generale del sindacato metalmeccanico.
Nel 1928 sposò Maria Corridoni, sorella del famoso sindacalista rivoluzionario Filippo. Fu membro di diritto alla Camera dei fasci e delle corporazioni.